# Maryam Hassan
Maryam Aishah Hassan es una actriz y compositora estadounidense nacida el 27 de enero de 1993.

## Biografía
Es reconocida por su papel en Escuela de rock  como Tomika. En ella interpreta a la corista principal de las tres coristas de la banda que se formó en la película, actuando también al lado de Caitlin Hale (Marta) y Aleisha Allen (Alicia), las dos coristas restantes de la banda. También, al final de la película, sale interpretando parte de una canción, haciendo resaltar su voz. Además, ha participado en series de televisión y documentales como "Las Cubarauis". Fue nominada a los premios Young Artist Awards como mejor actriz de reparto y a los MTV Movie Awards como mejor actuación musical. Ambas nominaciones fueron por su papel en Escuela de rock.

## Filmografía y Series de TV.
| Año  | Film                            | Rol         | Notas                                                               |
| ---- | ------------------------------- | ----------- | ------------------------------------------------------------------- |
| 2003 | Escuela de rock                 | Tomika      | Película                                                            |
| 2003 | The View                        | Ella misma  | Serie de televisión, programa del 24 de octubre: "Musical Guest"    |
| 2003 | The Tonight Show with Jay Leno  | Ella misma  | Serie de televisión, programa del 26 de septiembre: "Musical Guest" |
| 2003 | Living It Up! With Ali And Jack | Ella misma  | Serie de televisión, programa del 30 de octubre                     |
| 2003 | The Sharon Osbourne Show        | Ella misma  | Serie de televisión, programa del 10 de octubre                     |
| 2003 | Live With Regis And Kathie Lee  | Ella misma  | Serie de televisión, programa del 2 de octubre                      |
| 2005 | Las Cubarauis                   | Compositora | Documental                                                          |

## Nominaciones

### PremioYoung Artist Awards
| Año  | Categoría               | Película        | Resultado |
| ---- | ----------------------- | --------------- | --------- |
| 2003 | Mejor actriz de reparto | Escuela de rock | Nominada  |

### PremioMTV Movie Awards
| Año  | Categoría               | Película        | Resultado |
| ---- | ----------------------- | --------------- | --------- |
| 2003 | Mejor actuación musical | Escuela de rock | Nominada  |

## Footnotes
1. ↑  Internet Movie Data Base (IMDb)